# 交互范式
互動範式（Interaction Paradigm），是關於互動設計的一種特殊思維和方式。過去最主要的互動設計模式為發展應用軟體於桌上型電腦使用，設計軟體應用於GUI（圖形使用者介面）或WIMP（視窗、圖鍵、表單、滑鼠指標等）介面。近幾年，隨著無線、可移動和手持式科技興起，互動模式不再侷限於個人的桌上型電腦，而設計互動模式的思維也因超越固定型態而發展出多樣化的模式。 
以下為未來幾種互動設計模式和系統發展:

## 普及計算
普及計算由馬克·維瑟於1991年所提出，他指出普及計算為電腦科技以擴展人類能力的方式被設計隱藏並融合於生活環境，目的是讓使用者能隨時隨地以更簡易迅速而不費心力的處理或獲取信息，而非研發新產品。如同許多電腦設備尺寸可被設計如”小如便利貼”、”紙片般”和”板子般”大小存在在日常生活中辦公室而不覺異樣；另外，也由於新科技建立在使用者已熟知的操作經驗上和更強大的運算能力，此類設計更可發揮多功能目的，例如紙片般尺寸的科技設備可扮演日曆、日記或識別證上，也可在個人電腦中成為互動裝置。

## Pervasive computing
Pervasive computing 的互動模式構想來源自普及計算，強調使用者能隨時隨地運用一整合於生活環境的新技術獲知並處理訊息，此類科技大多設計於展示一特定資訊處理活動或被稱為智慧設備，如資訊設備中個人數位助理、智能手機；另外，在智慧家電的一些原型構想中，如互動式智慧烤箱可一邊烹煮食物一邊提供使用者網路資訊，也成為Pervasive computing的原型構想。 

## 可穿戴計算
由美國麻省理工學院(MIT)的媒體實驗室（Media Lab）研究人員基於普及計算嵌於環境的構思而激發的創新模式。電腦科技結合多媒體和無線傳播以不突顯異物感的輸入或輸出儀器如手飾、眼鏡或衣服進行連結個人區域網絡功能、偵測特定情境或成為私人智慧助理，進而成為使用者在行進動作中處理訊息的工具。

## 實體使用介面
使用者透過與數位資訊結合的實體和介面進行訊息的交換和處理活動。最早提出實體使用介面為石井裕，其領導麻省理工學院媒體實驗室（Media Lab）Tangible Media Group研究團隊。實體使用介面另一項面向為增加的真實環境，即虛擬運算環境可放置在生活環境的物件和儀器上，如數位書或數位文件，透過整合實體物件和虛擬資訊技術，使此一取向展現愉悅的使用介面特性。

## Attentive environments and transparent computing
此互動模式訴求於透過參與使用者的動機以滿足使用者的需求。和使用者主控模式相反，電腦介面負責控制和主導，並偵測使用者的面部表情和手勢以作回應。在感應靈敏環境中通常可偵測到使用者狀態和需求，如生理、情緒或接收資訊狀態，這類互動模式會據此決定將傳遞給使用者何種資訊以滿足其需求。例如，結合此互動模式的攝影機會主動偵測使用者的觀賞角度而選擇播放片段。

## The Workaday World
此新模式主要將關注焦點放於探索科技設備如何以創新方式和數位資訊連結以提供使用者較以往不同的處理資訊方式，the Workaday World模式大部分緣起於概念上和大眾所關心焦點，此模式由Tom Moran 和 Bob Anderson(1990)在Xerox PARC 工作時所提出，特別關注社會對科技使用的需求面向可能對設計者產生有益的影響；針對人們所每天活動、建立關係和知識及資源的工作場合而言，此模式探討環境本身和科技在使用者的工作生活中所扮演複雜、不可預測和多層面關係的角色。